# Razdelna (Varna)
Razdelna (Bulgaars: Разделна) is een dorp in het oosten van Bulgarije. Het dorp is gelegen in de gemeente Beloslav, oblast Varna. Het dorp ligt 22 km ten westen van Varna en 354 km ten noordoosten van Sofia. 

## Bevolking
Op 31 december 2020 telde het dorp Razdelna 482 inwoners. In 1975 telde het dorp nog 1.261 inwoners.
| Bevolkingsontwikkeling tussen 1934 en 2020          |
| --------------------------------------------------- |
|                                                     |
| Bron: Nationaal Statistisch Instituut van Bulgarije |

In het dorp wonen nagenoeg uitsluitend etnische Bulgaren. In 2011 verklaarden 461 van de 483 ondervraagden zichzelf als etnische Bulgaren, oftewel 95,4% van alle ondervraagden. Er was ook een kleine minderheid van etnische Turken aanwezig (4 personen, oftewel 0,8%).
| Etnische samenstelling van de respondenten (2011) | Etnische samenstelling van de respondenten (2011) | Etnische samenstelling van de respondenten (2011) | Etnische samenstelling van de respondenten (2011) | Etnische samenstelling van de respondenten (2011) |
| ------------------------------------------------- | ------------------------------------------------- | ------------------------------------------------- | ------------------------------------------------- | ------------------------------------------------- |
|                                                   |                                                   |                                                   |                                                   |                                                   |
| Bulgaren                                          | Bulgaren                                          |                                                   | 95,4%                                             | 95,4%                                             |
| Turken                                            | Turken                                            |                                                   | 0,8%                                              | 0,8%                                              |
| Roma                                              | Roma                                              |                                                   | 0,0%                                              | 0,0%                                              |
| Anders/Onbekend                                   | Anders/Onbekend                                   |                                                   | 3,8%                                              | 3,8%                                              |